# 蔡昇 (萬曆進士)
蔡昇（1556年—？），字弘晉，號實所，福建漳州府漳浦縣人，民籍，明朝政治人物。

## 生平
萬曆四年（1576年）丙子科福建鄉試第九名，萬曆八年（1580年）庚辰科會試第九十七名，登三甲第十六名進士。兵部觀政，本年授官淮安府推官，早卒。

## 家族
曾祖蔡子聰；祖父蔡世振；父蔡伯誠。母鄭氏，兄萬曆十七年進士蔡杲。